# Maria Ana Sofia de Saxonia
Maria Anna Sophia de Saxonia (Maria Anna Sophia Sabina Angela Franciska Xaveria; 29 august 1728 – 17 februarie 1797) a fost fiica regelui August al III-lea al Poloniei și a reginei Maria Josepha de Austria.

## Biografie
A fost sora Electorului de Saxonia, reginei Spaniei și Delfinei Franței. S-a căsătorit cu Maximilian al III-lea Iosif, Elector de Bavaria în 1747 însă căsătoria a rămas fără descendenți și, moartea prințului în 1777 a marcat sfârșitul ramurii Wittelsbach.
Maria Anna a negociat cu Frederic al II-lea al Prusiei ca Prusia să asigure independența Bavariei împotriva Austriei și să sprijine drepturile de succesiune ale ramurii Zweibrücken-Birkenfeld în Bavaria. Noul elector, Carol Teodor, Elector de Bavaria, a semnat un tratat secret cu Iosif al II-lea, Împărat al Sfântului Imperiu Roman prin care a cedat Bavaria inferioară Austriei în schimbul Țărilor de Jos austriece, mai aproape de dominioanele sale Palatinate, Jülich și Berg.
Aceste planuri au eșuat cu Războiul de Succesiune bavarez în 1778, prin care regele Prusiei a înăbușit încercările austriece de a schimba Bavaria cu Țările de Jos austriece. Când împăratul Iosif al II-lea a încercat din nou schema în 1784, Frederic a creat Fürstenbund.
Maria Anna Sophia de Saxonia și-a petrecut restul vieții la Palatul Fürstenried și s-a bucurat de recunoștința poporului bavarez și a moștenitorilor ramurii Zweibrücken, Karl al II-lea August, Duce de Zweibrücken și fratele său Maximilian I Iosif de Bavaria care i-a succedat lui Carol Teodor în 1799.
A fost înmormântată la Catedrala Theatiner din München.
- Die großen Dynastien. Verlag Karl Müller, Erlangen
- Die Wittelsbacher in Lebensbildern. Graz/Wien/Köln 1986, Ausgabe Kreuzlingen 2000